# Новобританская кампания
Новобританская кампания (англ. New Britain campaign) — военные действия между союзными и японскими войсками времён Второй мировой войны. Эта кампания была начата союзниками в конце 1943 года, как часть крупного наступления, цель которого заключалась в нейтрализации важной японской базы Рабаул, столицы Новой Британии. Была проведена в два этапа в период с декабря 1943 по август 1945 года.
Первые боевые действия на Новой Британии в рамках кампании произошли на западе острова в декабре 1943 года и в январе 1944 года, и выразились двумя крупными битвами: за Араве и за мыс Глостер. В дальнейшем вплоть до октября 1944 года активных действий не проводилось. В октябре 1944 года австралийская 5-й дивизия произвела высадку десанта в Жакино-Бэй, чтобы установить линию обороны на острове между бухтами Вайд-Бэй и Опен-Бэй. Японцы считали Новобританскую кампанию отвлекающим манёвром и компактно держали все свои силы вокруг Рабаула, в ожидании наземного штурма, который так и не последовал.
Новобританская компания, как считают историки, для союзных войск прошла успешно. Тем не менее некоторые ставят под сомнение её необходимость. Кроме того, некоторые австралийские историки считают выделенные в период с октября 1944 года и до конца войны силы для поддержки армии с воздуха и с моря недостаточными.

## Предыстория

### География
Новая Британия — остров в форме полумесяца, расположенный к северо-востоку от материковой части Новой Гвинеи, крупнейший остров архипелага Бисмарка. На территории острова есть вулканы высотой до 1800 метров, а его побережье изрезано большим количеством бухт.
Климат тропический. Во время Второй мировой войны горы были покрыты дождевым лесом. Наличие гор, болот и джунглей значительно осложняло движение военных подразделений на Новой Британии. Количество мест, пригодных для высадки морского десанта, было также ограничено коралловыми рифами, занимавшими бо́льшую часть береговой линии острова.
Население острова в 1940 году оценивалось в 106 000 человек, из которых европейцев и азиатов было чуть больше 4500. Рабаул, расположенный на северо-восточном побережье Новой Британии, был самым крупным и густонаселённым городом как на острове, так и на всём архипелаге в целом. Город также служил столицей австралийской территории Новая Гвинея, поскольку австралийские войска захватили регион ещё в 1914 году.

### Японская оккупация
Японские войска захватили Новую Британию в январе 1942 года, быстро уничтожив небольшой австралийский гарнизон во время битвы за Рабаул. Японцы опасались того, что союзники могли использовать Рабаул для нападения на японскую базу на островах Трук в центральной части Тихого океана, также Рабаул рассматривался японцами как перспективная база, которую можно было использовать для поддержки дальнейшего наступления в регионе. Сотням австралийских солдат и летчиков удалось эвакуироваться в феврале-мае, но около 900 человек были взяты японцами в плен. 500 европейских граждан, захваченных японцами, были интернированы. 1 июля 1942 года 849 военнопленных и 208 гражданских лиц, захваченных ранее в Новой Британии, были убиты после того, как японцы получили известие о том, что японское судно Монтевидео-мару было торпедировано американской подводной лодкой по пути в Японию. Почти все оставшиеся в живых европейцы были перевезены на Соломоновы острова, где умерли из-за плохих условий содержания.

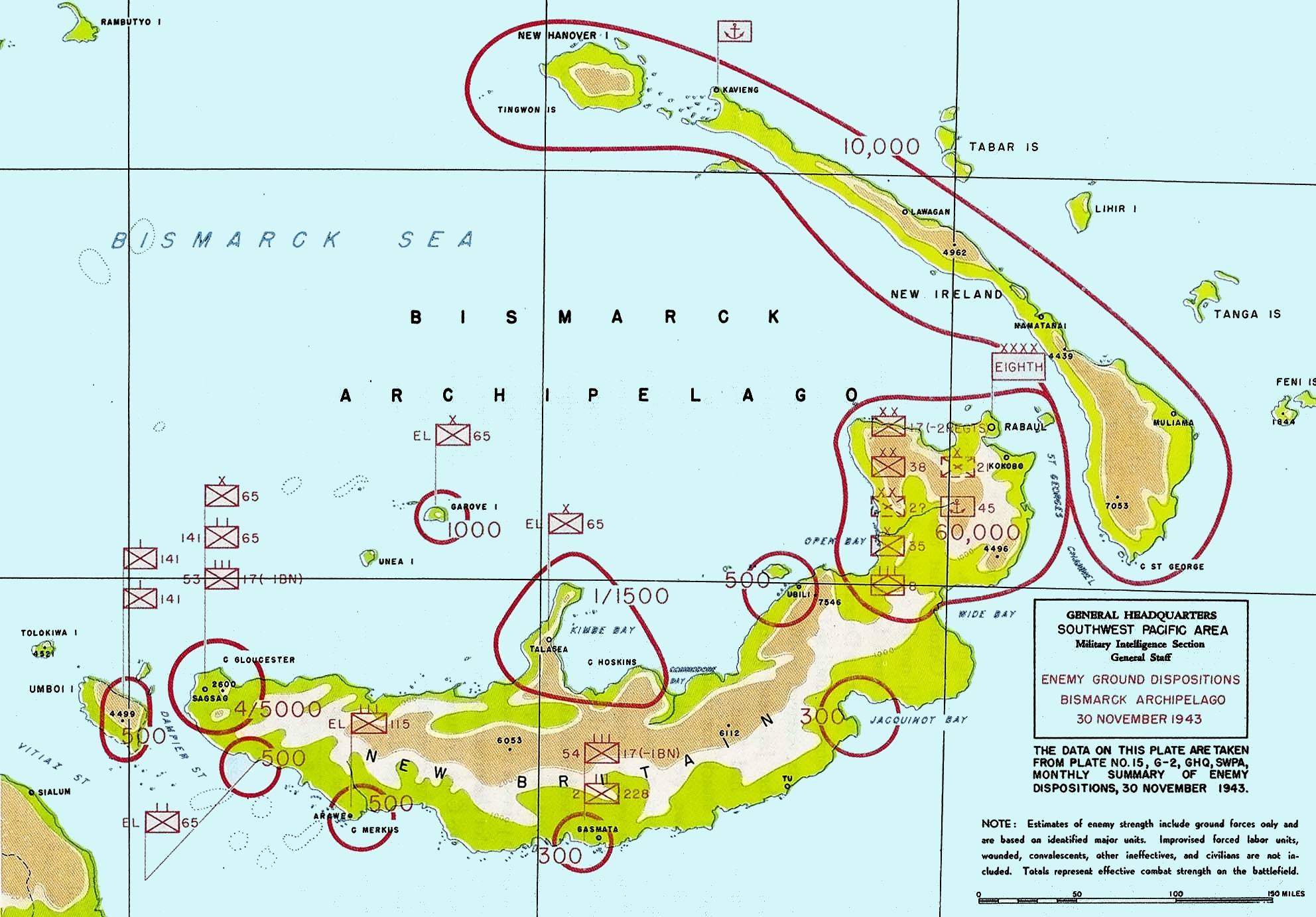
Расположение японских войск на Новой Британии и близлежащие острова в ноябре 1943 года

Многие мелкие населённые пункты были вынуждены проявлять лояльность к японским войскам, чтобы выжить. Немногие несогласные были убиты. Европейские женщины и дети были эвакуированы в Австралию ещё до войны, азиатскому населению же покинуть остров так и не удалось. Китайское население острова боялось, что оно будет убито японскими войскам, как это периодически случалось в Тихоокеанском регионе, но этого не произошло. Однако японцы использовали подневольный труд, а женщины подвергались насилию, на острове организовывались «станции утешения».
После вторжения японцы основали в Рабауле большую военную базу. Объекты, расположенные недалеко от города, с начала 1942 года подвергались атакам союзных авиачастей, но эти операции, как правило, были неудачными. К середине 1943 года в Рабауле была сооружена сеть из четырёх аэродромов, которые вмещали в общей сложности 265 истребителей и 166 бомбардировщиков. Дополнительно самолёты размещались и на неохраняемых стоянках. Самолёты с этих аэродромов действовали против союзных войск в Новой Гвинее и на Соломоновых островах. Рабаул являлся также крупным портом. Как на открытом воздухе, так и в помещениях хранились большие запасы провианта. Крупнейший аэродром был построен под деревней Гасамата на южном побережье. Японцы содержали небольшую группу береговой охраны.
В течение 1943 года небольшие части союзной разведки (англ. Allied Intelligence Bureau, AIB), состоящие из австралийцев и новогвинейцев, высаживаются в Новой Британии. Эти подразделения занимались сбором данных о японских военных постройках, спасали сбитых над островом союзных лётчиков. Японцы пытались их выследить и убивали местных жителей, им помогавших. AIB также проводили операции против населения деревень, которых они уличали в коллаборационизме.

### Противоборствующие силы
К 1943 году на Новой Британии и небольшом соседнем острове, Новой Ирландии, насчитывалось более 100 000 японских военнослужащих и гражданских лиц. Здесь же была расположена штаб-квартира 8-го фронта под командованием генерала Хитоси Имамуры: 17-я дивизия (11 429 к концу войны); 38-я дивизия (13 108); 39-я бригада (5073); 65-я бригада (2729); 14-й полк (2444); 34-й полк (1879) и 35-й полк (1967). Вместе эти силы были эквивалентны четырём дивизиям. Из военно-морских сил можно было составить ещё одну, дополнительную дивизию. К концу войны японские войска были окружены в Рабауле, ещё часть была заблокирована на полуострове Газелль. Со временем этих сил стало не хватать, дивизии оказывались всё в большей изоляции, а в конечном итоге были вовсе отрезаны от метрополии, что означало, что гарнизон был фактически брошен на произвол судьбы. Связь между Рабаулом и Японией была потеряна в феврале 1943 года, и так и не восстановлена до конца войны.
В отличие от Японии, силам США, Австралии и Новой Гвинеи помогали местные жители, и их численность никогда не превышала 15 000 человек. В разное время на территории острова действовал 112-й кавалерийский полк, 1-я дивизия морской пехоты, 40-я пехотная дивизия, 5-я австралийская дивизия. Небольшая численность союзников на острове объяснялась их целями: страны антигитлеровской коалиции на позднем этапе не стремились выбить японцев из Рабаула, а лишь удерживали подходящие места на острове для сооружения авиабаз, а позднее сковывали превосходящие японские силы, устроив блокаду.

## Предварительные операции

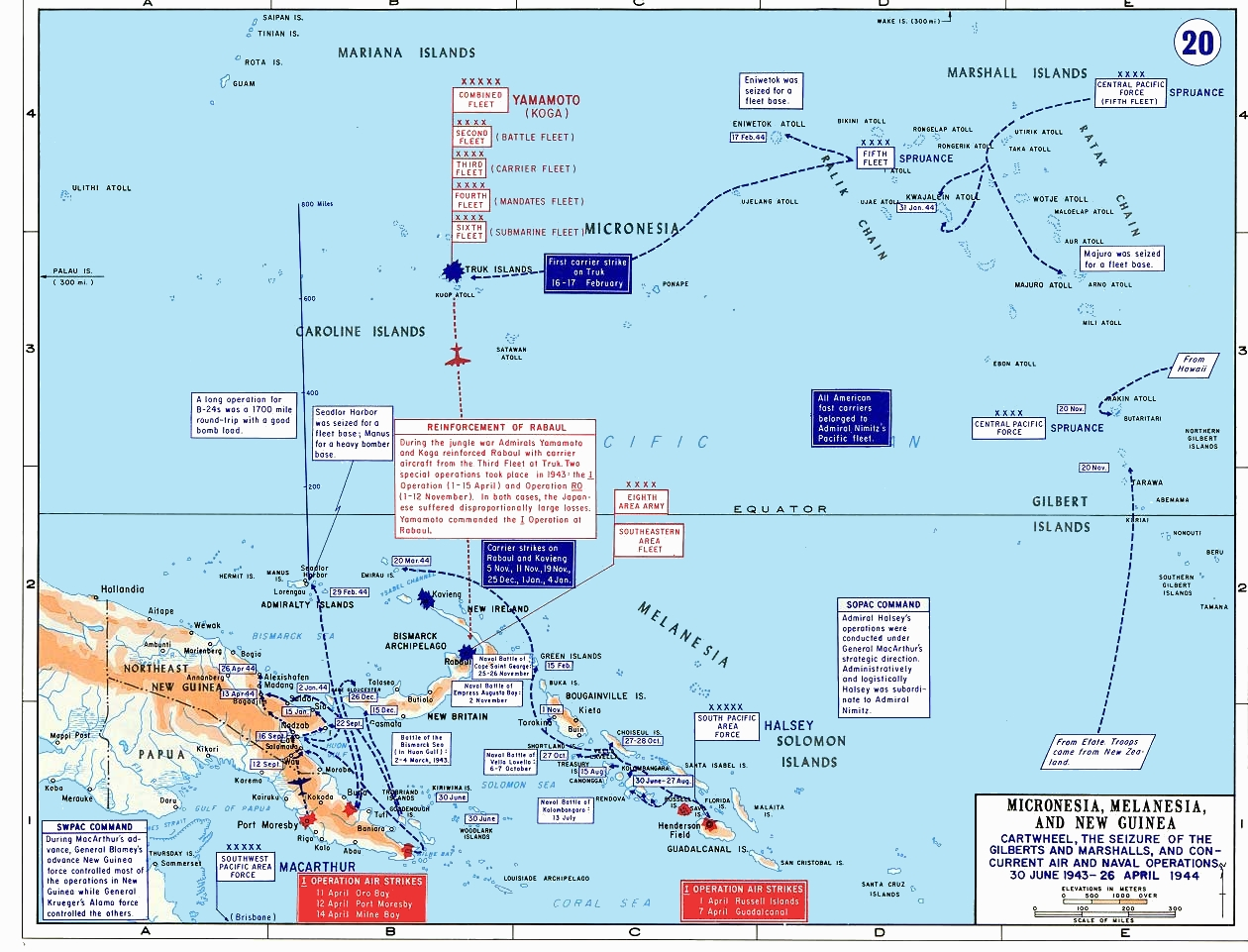
Союзные и японские операции, связанные с операцией «Картвэлл» в период с июня 1943 года по апрель 1944 года

Начиная с середины 1942 года планы союзников в Тихоокеанском регионе строились на захвате или нейтрализации значения Рабаула. В июле 1942 года Объединенный комитет начальников штабов (ОКНШ) приказал готовить двойное наступление. Силы, закреплённые за южной частью Тихого океана, были направлены на захват Соломоновых островов, начиная с Гуадалканала. Одновременно отряды, закреплённые за юго-западной частью Тихого океана и находившиеся под командованием генерала Дугласа Макартура, должны были захватить Лаэ и Саламауа — города на северном побережье Новой Гвинеи. Как только эти операции будут завершены, у союзников, как они считали, появятся плацдармы для развития наступления уже на Рабаул. Этот план оказался слишком преждевременным, поскольку Макартуру не хватало сил, необходимых для его выполнения. Японское наступление в направлении Порт-Морсби, которое было остановлено союзниками после нескольких месяцев тяжёлых боев за Коконду, залив Милн и при Буна-Гона, также спутало карты союзникам, однако японцы своим наступлением скорее лишь отсрочили наступление противника.
Союзники вернулись к этому плану в начале 1943 года. После крупной конференции, 28 марта ОКНШ издал новый план по нейтрализации значения Рабаула, который получил название операция «Картвэлл» (англ. Operation Cartwheel). Согласно этому плану, силы Макартура должны были соорудить аэродромы на двух островах неподалёку от побережья Новой Гвинеи, захватить полуостров Хьюон и западную часть Новой Британии. Силы, закреплённые за южной частью Тихого океана, должны были продолжать наступление через Соломоновы острова в направлении Рабаула, а завершиться операция должна была высадкой на острове Бугенвиль. Объединённый комитет начальников штабов посчитал, что первоначальный план операции «Картвэлл», заключающийся в захвате Рабаула силами Макартура в июне 1943 года, недостаточен, поскольку японские базы, по их мнению, могли быть нейтрализованы путём военной блокады и воздушных бомбардировок. Макартур изначально выступал против этих изменений, но они были одобрены ОКНШ во время Квебекской конференции в августе.
5-я воздушная армия США начала кампанию против Рабаула в октябре 1943 года. Целью кампании было помешать японцам использовать Рабаул в качестве воздушной или военно-морской базы, и оказать поддержку для планируемой высадки на Бугенвиле, запланированной на 1 ноября, и в западной части Новой Британии, запланированной на декабрь. Первый рейд состоялся 12 октября при участии 349 самолётов. Дальнейшие налёты проводились в течение октября и в начале ноября, тогда, когда это позволяли погодные условия. 5 ноября американские самолёты совершили ещё один налёт на Рабаул и его гавань. Примечательно, что после этой атаки Императорский флот Японии перестал использовать город в качестве базы флота. Кампания против Рабаула усилилась в ноябре, когда была захвачена часть Соломоновых островов.

## Вторжение в западную часть Новой Британии

### Соображения сторон
22 сентября 1943 Генеральный штаб Макартура отдал приказ о вторжении в Новую Британию, операция получила название «Декстерити» (англ. Operation Dexterity). Планировалось высадить 6-ю армию США (Аламо) у мыса Глостер (на западе Новой Британии) и в Гасмате для того, чтобы создать воображаемую линию Гасмата-Таласеа и взять под контроль, прежде всего, эту территорию. Генерал-лейтенант Джордж Черчилль Кенни выступал против этой операции, поскольку считал, что сооружение аэродромов на мысе Глостер заняло бы непозволительно много времени и, более того, по его мнению, они были бы бесполезны, поскольку для поддержки атаки на Рабаул было вполне достаточно уже существующих. Тем не менее генерал-лейтенант Вальтер Крюгер, командующий 6-й армией, и флотоводцы Макартура считали, что вторгаться в Новую Британию было необходимо, чтобы получить контроль над стратегически важным проливом Витязь. Однако запланированная высадка в Гасмате в ноябре была отменена, поскольку руководство посчитало опасным высаживаться в слишком болотистой местности и в непосредственной близости от укреплённого японского района и аэродромов в Рабауле. Вместо этого 21 ноября было решено захватить Араве на юго-западном побережье Новой Британии, чтобы создать базу для торпедных катеров и, возможно, отвлечь внимание японцев от главной цели — мыса Глостер. Высадка в Араве была намечена на 15 декабря, у мыса Глостер — на 26 число того же месяца.
Штаб Аламо отвечал за разработку планов операций «Декстерити» и начал работы на этом поприще в августе 1943 года. Информация о противнике была получена от морских и скаутских патрулей, которые были высажены в Новой Британии с сентября по декабрь, а также из аэрофотосъемки. Основным соединением, которое должно было участвовать в высадке на мысе Глостер, стала 1-я дивизия морской пехоты США. Для высадки в Араве был создан 112-й кавалерийский полк.
Императорская Ставка оценила стратегическое положение в юго-западной части Тихого океана в конце сентября 1943 года и пришла к выводу, что союзники попытаются прорваться через северные Соломоновы острова и Архипелаг Бисмарка уже в ближайшие месяцы. Соответственно, подкрепления были направлены на стратегически важные позиции в попытке замедлить гипотетическое продвижение войск союзников. Крупная группировка сил была сохранена в Рабауле, поскольку считалось, что союзники попытаются захватить город. В то же время японские позиции в Западной Новой Британии были ограничены аэродромами на мысе Глостер на западной оконечности острова и несколькими небольшими станциями, которые служили укрытием от нападений союзников для небольших лодок, путешествующих между Рабаулом и Новой Гвинеей. Новая Британия лежала к востоку от «абсолютной зоны национальной обороны», положение о которой было принято Японской императорской армией 15 сентября. Таким образом, японцы хотели задержать продвижение союзников в этом районе, чтобы выиграть время и повысить обороноспособность более стратегически важных районов.
В октябре командующий 8-м фронтом Имамура пришёл к выводу, что следующим шагом союзников, вероятно, будет вторжение в Западную Новую Британию. Он решил перебросить в этот район дополнительные силы, чтобы усилить гарнизон, для этой цели была выбрана 17-я дивизия; основная часть дивизии прибыла в Рабаул из Китая 4 и 5 октября, потеряв по пути в Новую Британию 1400 человек. Командир 17-й дивизии, генерал-лейтенант Ясуси Сакаи, был назначен новым командующим японскими войсками в Западной Новой Британии, но части дивизий были разбросаны по всему региону.

### Араве
Основные американские силы под командованием Джулиана Каннингема были сосредоточены на острове Гуденаф, где они готовились к высадке до 13 декабря 1943 года. За несколько недель до операции союзная авиация провела массированные удары по всей Новой Британии, но район высадки был специально не тронут, дабы не насторожить японцев. Корабли, перевозившие американские силы, прибыли к полуострову Араве в районе мыса Меркус, около 03:00 утра 15 декабря. Две небольшие группы почти немедленно отправились под покровом ночи с приказом уничтожить радиопередатчик на острове Пилело на юго-востоке и перекрыть трассу, ведущую к полуострову у деревни Умтингалу. Высадка подкрепления у Умтингалу была встречена с ожесточённым сопротивлением, а впоследствии и вовсе отбита. Высадка на Пилело оказалась более успешной, превосходящие силы союзников без большого труда подавили японское сопротивление.
После некоторого замешательства главная группа войск заняла корабли десанта, основной штурм начался после 06:25, при поддержке мощной морской и воздушной бомбардировки. На берегу японцев практически не было, хотя первая волна встретила пулеметный огонь, который, однако, был быстро подавлен. Боевыми воздушными патрулями американцы обеспечили себе превосходство в воздухе. Дальнейшее замешательство привело к задержке второй волны и получилось так, что вторая и третья волны высадки войск прошли в одно время. Тем не менее кавалеристы быстро обеспечили себе плацдарм и к полудню создали сильную оборонительную позицию. В последующие дни прибыло японское подкрепление, и они перешли в контратаку, но американцы к тому времени тоже подвели подкрепление, включая танки, и контратака была отбита. В результате японцы отошли вглубь, в сторону ближайшего аэродрома, а бои вокруг Араве закончились.

### Мыс Глостер

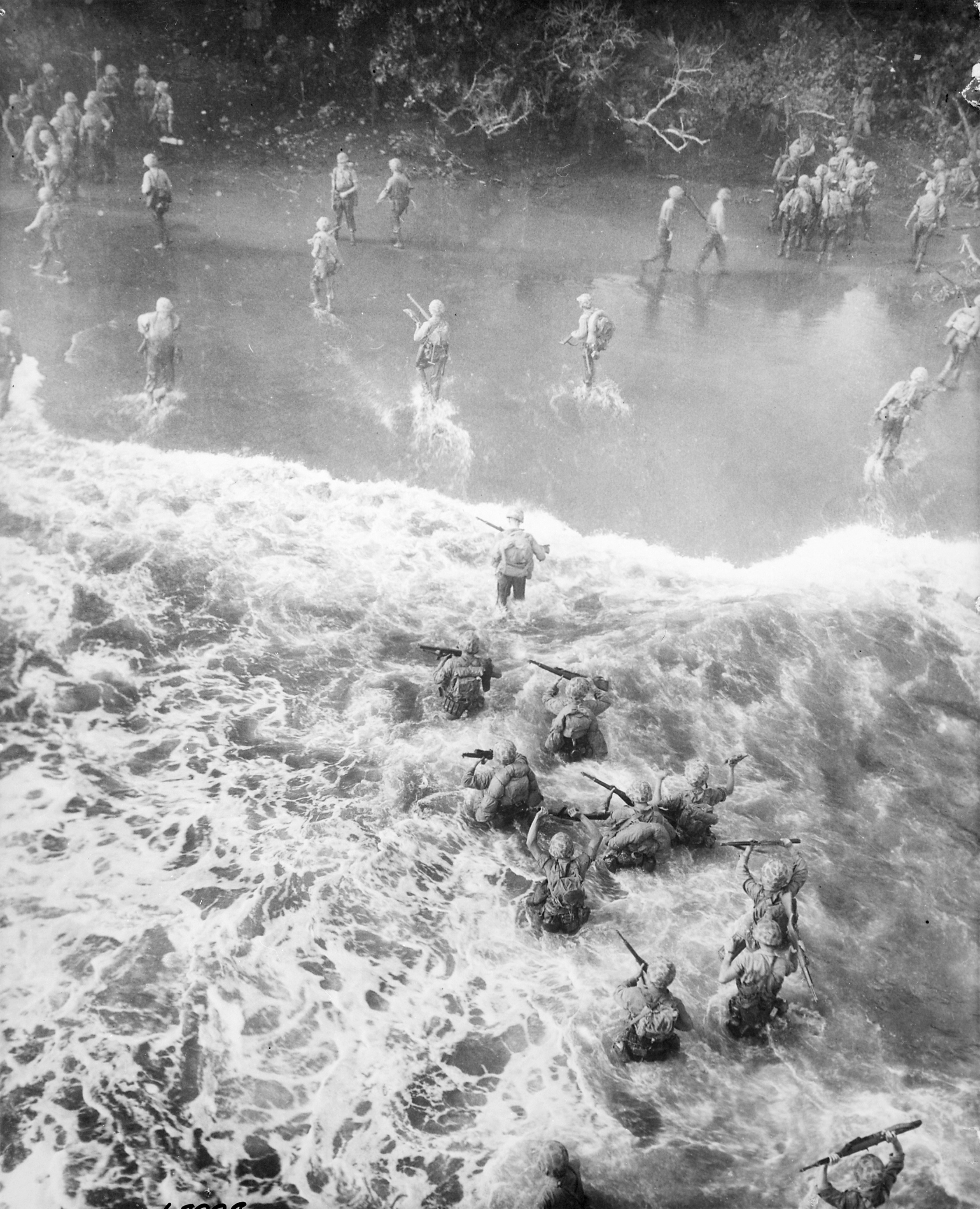
Высадка морского десанта у мыса Глостер, Новая Британия, 26 декабря 1943 года

Высадка на мысе Глостер состоялась 26 декабря, уже после высадки в Араве и действий у мыса Судест несколькими днями ранее. Для нападения была выбрана 1-я дивизия морской пехоты под командованием генерал-майора Уильяма Х. Рупертуса. В качестве места высадки были выбраны два пляжа к востоку от аэродромов на мысе Глостер, который и был главной целью операции. Ещё одним местом вспомогательной высадки войск стал пляж к западу от аэродромов, на противоположной стороне мыса. 7-я дивизия морской пехоты вышла из залива Оро. В сопровождении американских и австралийских военных кораблей, она была усилена 1-й дивизией морской пехоты и артиллерией от 11-й.. На протяжении нескольких недель до высадки гарнизон при мысе подвергался бомбардировке, таким образом, были разрушены многие укрепления. Продолжительная тяжёлая бомбардировка повлияла и на боевой дух солдат. Последняя бомбардировка произошла 26 декабря, накануне штурма, и густой дым заволок место высадки. Американская высадка прошла успешно, контратака японских сил 26 декабря потерпела неудачу. На следующий день 1-й полк морской пехоты двинулся на запад, в сторону аэродромов. Японцы ослабили свои позиции, но наступление было остановлено, американцы высадили подкрепление. Наступление возобновилось 29 декабря с захваченных аэродромов. В течение первых двух недель января 1944 года морские пехотинцы продвинулись на юг в поисках японских сил, которые, как им казалось, должны были быть там. Это опрометчивое решение привело к тяжёлым боям с японским 141-м пехотным полком, который пытался отстоять более выгодные позиции. Морские пехотинцы взяли контроль над этими высотами только к 16 января.
После удачной высадки союзники фактически получили частичный контроль над Новогвинейским морем и взяли под контроль пролив Витязь, поскольку ранее захватили Финшхафен. В январе 1944 года союзники стремились развить наступление, начав ещё одну операцию «Декстерити» с высадкой в Сайдоре в рамках кампании Хюон. В ответ на эти действия японское верховное командование решило, что нужно отозвать войска с полуострова Хюон в обход Сайдора.
В середине января Сакаи запросил вывод своей группы из Западной Новой Британии, а 21 числа Имамура эту просьбу удовлетворил. Японские силы затем попытались уйти от американцев и двигались в сторону Таласеа. Японцев преследовали морские патрули, и в центре, и вдоль северного побережья велись частые, но непродолжительные бои.

### Таласеа

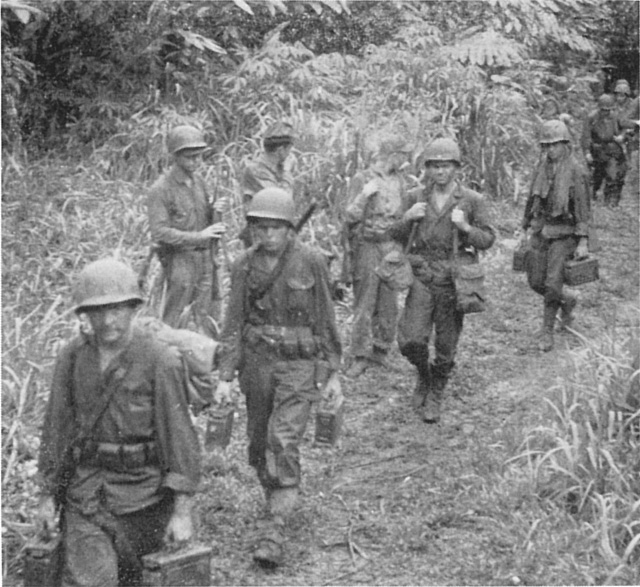
Американские морские пехотинцы направляются к Таласеа

В течение нескольких месяцев после операции союзники стремились, прежде всего, закрепить за собой Араве и мыс Глостер, потому в этот период происходят лишь локальные столкновения. Японские войска также предпочитали избегать открытых боёв и продолжили отвод войск в направлении Рабаула. Вооруженные силы США взяли под контроль остров Рук в феврале 1944 года, но вскоре гарнизон с острова был выведен. В следующем месяце была произведена ещё одна высадка — в Таласеа. Это была попытка отрезать от Рабаула отступающие японские части, в операции принимал участие, в основном, 5-й полк морской пехоты. После успешной высадки полк направился к аварийной взлётно-посадочной полосе в Таласеа, что на противоположном берегу. Небольшая группа японцев атаковала американские войска и мешала им продвигаться достаточно быстро, чтобы перекрыть отход главных японских сил из мыса Глостер.
Союзные воздушные атаки на Рабаул ещё усилились, когда в течение января 1944 года были сооружёны аэродромы в Бугенвиле. Город был разрушен, вышло из строя множество кораблей и самолётов. Из-за потери городского флота, с февраля японцы перестали посылать в Рабаул какие-либо надводные суда. Японские авиачасти, дислоцированные в Рабауле, сделали последнюю попытку перехватить союзный налёт 19 февраля, который также закончился неудачей. После этого воздушные налёты, которые продолжались до конца войны, встречались только зенитной канонадой. В результате продолжительных бомбардировок город перестал быть местом, из которого японцы могли бы оказывать серьёзное сопротивление. Тем не менее он по-прежнему очень хорошо защищался гарнизоном из 98 000 человек, в Рабауле находились сотни артиллерийских и зенитных установок. Вокруг полуострова Газелль были сооружены крепостные стены, пересечённая местность также играла на руку защитникам. 14 марта 1944 года Имперская Ставка приказала восьмому фронту «держать область вокруг Рабаула как можно дольше», чтобы отвлечь союзников от других регионов.
В апреле 1944 года, после высадок в Араве и у мыса Глостер, на остров прибыла 40-я пехотная дивизия США под командованием генерала Раппа Браша, чтобы забрать пехотинцев и кавалеристов, которые высадились здесь в декабре 1943 года. После этого последовал период относительного бездействия, американские и японские войска заняли противоположные концы острова, диверсионные действия велись в центре острова австралийцами. Разведывательные патрули AIB впоследствии успешно отодвигали японский пост Уламона всё ближе к северному побережью, а Камандан — на юг. В середине 1944 года штаб-квартира 8-й армии приняла решение повторно оценить союзнические намерения на Новой Британии. Ведь до этого времени считалось, что союзники планировали крупное наступление на Рабаул, но продвижение союзных войск на Филиппинах означало, что это было невозможно. Теперь японцы решили, что союзники будут медленно продвигаться по всей Новой Британии к Рабаулу, а начнут полномасштабное наступление только тогда, когда исход войны будет предрешён или если будет увеличен контингент австралийских войск на острове.

## Австралийские операции

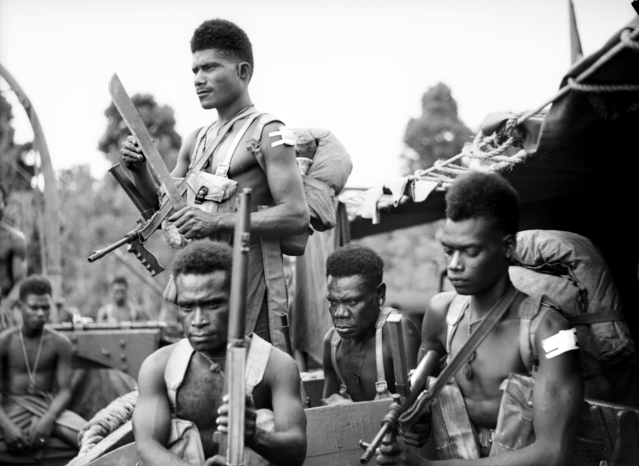
Солдаты 1-го новогвинейского пехотного батальона на корабле возле Жакино-Бэй в ноябре 1944 года

В октябре 1944 года было принято решение о переводе американской 40-й пехотной дивизии на Филиппины, а ответственность за Новую Британию была переложена на австралийцев, поскольку австралийское правительство выразило желание использовать свои собственные войска, чтобы отбить территорию Австралии, которую японцы контролировали к началу войны. Для этой операции была выбрана 5-я дивизия Австралии, которой командовал генерал-майор Алан Рэмзи, войска были сконцентрированы вокруг Маданга в мае 1944 года, после операции на полуострове Юон.
Союзные спецслужбы в своё время недооценили японские силы на острове, полагая, что на острове японцев примерно 38 000. Хотя они ошиблись почти в два раза, союзники понимали намерения японцев намного лучше, полагая, что силы Имамуры заняли оборонительную позицию и находились в укреплённом Рабауле. На самом деле японский боевой состав насчитывал примерно 69 000 человек, в том числе 53 000 пехоты и ещё 16 000 морских пехотинцев, большинство из которых располагалось на полуострове Газелль, к северу от Рабаула. Из-за растущей изоляции гарнизона многие солдаты стали выращивать рис и заниматься садоводством. Американские анклавы Таласеа- мыс Хоскинс, Араве и мыс Глостер соблюдали негласное перемирие. Бомбардировки союзников проводились гораздо реже, поскольку от японских воздушных и морских сил практически ничего не осталось.

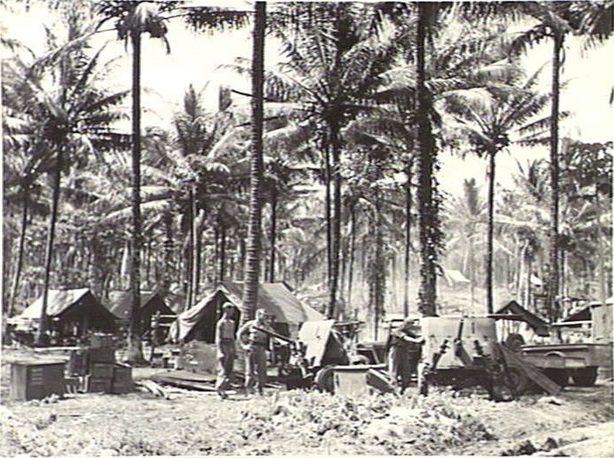
Австралийские войска из 14-го и 32-го пехотного батальона вокруг плантации Кутарп, декабрь 1944 года

Силам Рэмзи было приказано сдерживать силы противника, то есть держать японский гарнизон на полуострове Газелль в изоляции. При этом Рэмзи продолжал оказывать давление на японцев, избегая крупных столкновений. Было решено, что австралийцы будут проводить некоторые наступательные операции, с целью когда-нибудь выйти к отрезанному американскому гарнизону. Чтобы добиться этого австралийское командование решило создать две базы: одну вокруг Жакино-Бэй на южном побережье, а другую — на северном побережье вокруг мыса Хоскинс.
В начале октября 1944 года 36-й пехотный батальон произвёл высадку у мыса Хоскинс, чтобы установить контакт с американским гарнизоном. В начале следующего месяца остальные части австралийской 6-й пехотной бригады высадились в Жакино-Бэй. В последующие недели было начато строительство дорог, взлётно-посадочной полосы и больницы. Работы по их сооружению будут вестись до мая 1945 года. Две эскадрильи Королевских ВВС Новой Зеландии, состоящие из истребителей Chance Vought F4U Corsair, прилетели чуть позднее, чтобы поддержать союзные операции на острове, а американские десантные суда обеспечили поддержку до тех пор, пока австралийский десантный корабль не прибыл в феврале 1945 года.
Из-за нехватки кораблей, переход 5-й дивизии значительно задержался и не был завершен до апреля 1945 года. Тем не менее, в декабре началось австралийское наступление с целью занять полуостров Газелль, чтобы развить наступление уже на японские части, расположенные вокруг Рабаула. 36-й пехотный батальон начал наступать, расширяя плацдарм вокруг мыса Хоскинс в начале декабря. Установив, что японцы ушли за реку Панди, новая база, была создана вокруг Еа-Еа, а войска перебрасывались на барже. 1-й новогвинейский пехотный батальон укрепил войска в январе 1945 года, после чего австралийцы на северном побережье возобновили наступление в направлении Опен-Бей, встретив слабое сопротивление.

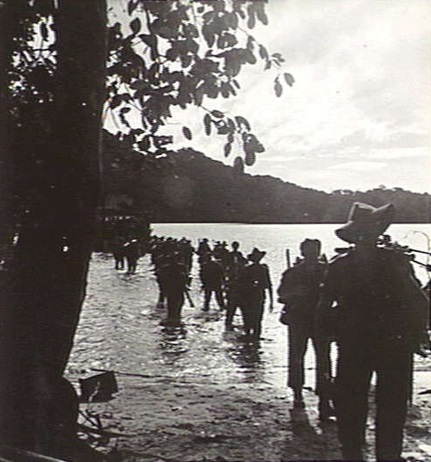
37-й/52-й пехотный батальон на берегу Опен-Бэй, май 1945

Между тем на южном побережье в направлении Вайд-Бэй готовилось главное наступление, начавшееся в конце декабря. 15 февраля Камандран после непродолжительного боя был взят, 1-й новогвинейский пехотный батальон провёл успешную засаду. В этот момент сопротивление японских войск на южном побережье стало расти, и в заключительной фазе наступления австралийцы начали продвигаться к заливу Генри-Рейд, за которым была зона Вайтавало-Тол, удерживаемая примерно батальоном японцев.
В течение шести недель после этого наступления австралийцы проводили ряд действий, направленных ослабление основной позиции японских войск вокруг горы Суджи; первым в цепочке этих действий стала атака 19-го пехотного батальона 5 марта. Японцы отбивали атаки одну за другой и удерживали Суджи с применением миномётов, пулемётов и дотов, дождь также не способствовал успеху австралийских войск. Затем последовали ожесточённые столкновения японцев с 14-м/32-м батальоном Бэкон-Хилл 18 марта. В марте-апреле был взят район Вайтавало-Тол. Вскоре прибыло подкрепление: сначала первая часть 13-й пехотной бригады, а затем 4-я, таким образом, наступательная часть кампании подошла к концу. В последующие месяцы австралийцы патрулировали полуостров Газелль, чтобы предотвратить любые попытки японцев вырваться из Рабаула. Австралийцы придерживались этой тактики до конца войны.
За это время произошли некоторые изменения в командирском составе. В апреле генерал-майор Гораций Робертсон принял командование от Рэмзи, а генерал-майор Кеннет Изэр принял командование в начале августа.

## Последствия
Рабаул был закреплён за 29-м/46-м пехотным батальоном, который входил в состав 4-й пехотной бригады 6 сентября 1945 года, из японского лагеря на острове были освобождены более 8000 бывших военнопленных. Австралийские потери во время боёв в Новой Британии в период с октября 1944 и до конца войны составили: 53 убитых и 140 раненых. Ещё 21 человек умер от небоевых травм или болезней. 1-я дивизии морской пехоты США потеряла 310 человек убитыми и 1083 ранеными. Потери всех союзнических подразделений в ходе битвы за Араве составили 118 человек, 352 человека было ранено, ещё четверо пропали без вести. Общие японские потери в Новой Британии и на других островах архипелага Бисмарка оцениваются примерно в 30 000 человек. Большая часть из них погибла от болезней и голода.

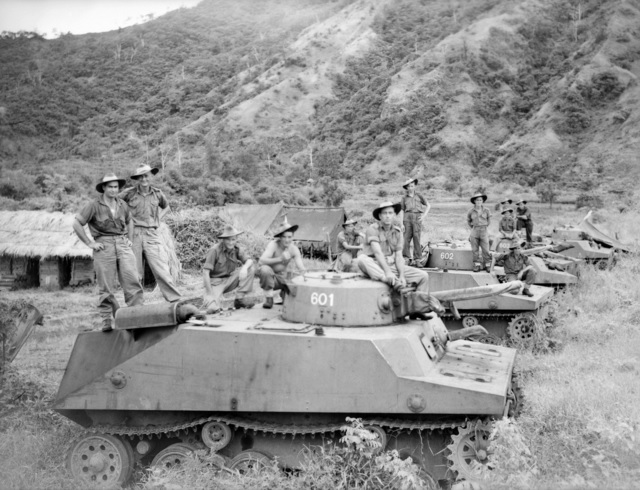
Австралийские солдаты с захваченными японскими танками в Рабауле, сентябрь 1945 года

Среди историков нет единого мнения, стоило ли вообще осуществлять высадки под Араве и даже у мыса Глостер. По мнению Генри Шоу и Кейна Дугласа, авторов официальной истории морской пехоты, высадка под Араве, возможно, сделала высадку у мыса Глостер проще. Американский военно-морской историк Сэмюэль Элиот Морисон утверждает, что высадка под Араве имела «небольшое значение», отметив, что она не имела важного стратегического значения, а людские ресурсы могли быть использованы в другом месте. Историк Джон Миллер также пришёл к выводу, что высадки под Араве и у мыса Глостер «были, вероятно, не важны для нейтрализации Рабаула или для подготовке к операции на Филиппинах», однако наступление в Западной Новой Британии имеет некоторые преимущества, например, небольшое количество жертв при общем успехе операции.
Гэвин Лонг, австралийский историк, писал, что Австралия была недостаточно обеспечена ресурсами, особенно в военном плане, что показывает, например, ситуация с 5-й дивизией. В любом случае, по мнению Лонга, относительно неопытные австралийские силы, встретившись с почти пятью японскими дивизиями, показали в сложившихся обстоятельствах выдающийся результат. Лаклан Грант также пришёл к аналогичному выводу, отметив, что потери армии в рамках этой кампании были меньше, чем, например, по результатам кампании Айтапе-Вевак. Отставной генерал Джон Котс писал, что «во многих аспектах австралийская операция в Новой Британии есть классическая кампания по сдерживанию противника», но в противовес этому отметил, что проводить активную операцию в этом регионе было опасно, поскольку все силы были направлены на поддержку Борнейской операции. Питер Чарльтон также назвал австралийские операции успешными. Оборонительная тактика, избранная Имамурой, была, вероятно, главным фактором, обеспечивающим успешное сдерживание намного меньшими австралийскими силами. По мнению японского история Танаки Кенгоро, Имамуре было приказано сохранять свои войска в Рабауле, пока японский императорский флот не придёт на помощь. Юстас Кео соглашается с такой оценкой, утверждая, что любое наступление не имеет смысла, если оно ведётся без достаточной военно-морской и авиационной поддержки, которая для японцев в Рабауле была недоступна.